# Astragalus brachytropis
Astragalus brachytropis es una especie de planta del género Astragalus, de la familia de las leguminosas, orden Fabales.
Fue descrita científicamente por (Stev.) C. A. Mey.